# Panathīnaïkos Athlītikos Omilos 2009-2010 (pallacanestro maschile)
Questa voce raccoglie le informazioni riguardanti il Panathīnaïkos B.C. nelle competizioni ufficiali della stagione 2009-2010.

## Stagione
La stagione 2009-2010 del Panathīnaïkos è la 59ª nel massimo campionato greco di pallacanestro, l'A1 Ethniki.

## Roster
Aggiornato al 22 gennaio 2022.
| Panathīnaïkos 2009-10 | Panathīnaïkos 2009-10 |
| Giocatori             | Staff tecnico         |
| --------------------- | --------------------- |

| N. | Naz.                                       | Ruolo | Nome                     | Anno | Alt.   | Peso   |  |
| -- | ------------------------------------------ | ----- | ------------------------ | ---- | ------ | ------ |  |
| 5  | Serbia (bandiera)                          | AP    | Milenko Tepić            | 1987 | 200 cm | 98 kg  |  |
| 6  | Grecia (bandiera)                          | G     | Vasilīs Spanoulīs        | 1982 | 193 cm | 90 kg  |  |
| 7  | Grecia (bandiera)                          | AP    | Stratos Perperoglou      | 1984 | 203 cm | 104 kg |  |
| 8  | Stati Uniti (bandiera)                     | AC    | Mike Batiste             | 1977 | 204 cm | 110 kg |  |
| 9  | Grecia (bandiera)                          | AG    | Antōnīs Fōtsīs           | 1981 | 209 cm | 110 kg |  |
| 10 | Slovenia (bandiera)                        | AC    | Jurica Golemac           | 1977 | 212 cm | 102 kg |  |
| 10 | Stati Uniti (bandiera)                     | AG    | Marcus Haislip           | 1980 | 208 cm | 104 kg |  |
| 11 | Stati Uniti (bandiera)                     | G     | Drew Nicholas            | 1981 | 191 cm | 80 kg  |  |
| 12 | Grecia (bandiera)                          | AC    | Kōstas Tsartsarīs        | 1979 | 209 cm | 116 kg |  |
| 13 | Grecia (bandiera)                          | P     | Dīmītrīs Diamantidīs (C) | 1980 | 196 cm | 100 kg |  |
| 14 | Serbia (bandiera)                          | C     | Nikola Peković           | 1986 | 211 cm | 122 kg |  |
| 15 | Stati Uniti (bandiera) · Grecia (bandiera) | P     | Nick Calathes            | 1989 | 198 cm | 95 kg  |  |
| 16 | Georgia (bandiera)                         | C     | Giorgi Shermadini        | 1989 | 217 cm | 120 kg |  |
| 17 | Grecia (bandiera)                          | PG    | Dīmītrīs Verginīs        | 1987 | 194 cm | 93 kg  |  |
| 18 | Grecia (bandiera)                          | C     | Giōrgos Mpogrīs          | 1989 | 210 cm | 106 kg |  |
| 19 | Lituania (bandiera)                        | P     | Šarūnas Jasikevičius     | 1976 | 193 cm | 92 kg  |  |
|    | Grecia (bandiera)                          | PG    | Iōannīs Karamalegkos     | 1994 | 192 cm | 83 kg  |  |

| Allenatore                                                                                  |
| - Željko Obradović                                                                          |
| Assistente/i                                                                                |
| - Dīmītrīs Itoudīs - Andreas Pistiolīs Legenda - (C) Capitano - (IN) Inattivo - Infortunato |

## Mercato

### Sessione estiva
| Acquisti | Acquisti        | Acquisti       | Acquisti   | Acquisti |
| R.       | Nome            | da             | Modalità   |          |
| -------- | --------------- | -------------- | ---------- | -------- |
| AP       | Milenko Tepić   | Partizan       | definitivo |          |
| C        | Giōrgos Mpogrīs | Īlysiakos      | definitivo |          |
| P        | Nick Calathes   | Florida Gators | definitivo |          |
| AC       | Jurica Golemac  | Virtus Roma    | definitivo |          |

| Cessioni | Cessioni            | Cessioni       | Cessioni       | Cessioni |
| R.       | Nome                | a              | Modalità       |          |
| -------- | ------------------- | -------------- | -------------- | -------- |
| G        | Nikos Chatzīvrettas | Aris Salonicco | fine contratto |          |
| AG       | Dušan Šakota        | V.L. Pesaro    | fine contratto |          |
| AP       | Fragkiskos Alvertīs |                | ritirato       |          |
| G        | Dušan Kecman        | Partizan       | rescissione    |          |

### Dopo l'inizio della stagione
| Acquisti | Acquisti       | Acquisti          | Acquisti        | Acquisti   |
| R.       | Nome           | da                | Data            | Modalità   |
| -------- | -------------- | ----------------- | --------------- | ---------- |
| AG       | Marcus Haislip | San Antonio Spurs | 24 gennaio 2010 | definitivo |

| Cessioni | Cessioni       | Cessioni     | Cessioni         | Cessioni    |
| R.       | Nome           | a            | Data             | Modalità    |
| -------- | -------------- | ------------ | ---------------- | ----------- |
| AC       | Jurica Golemac | Alba Berlino | 15 dicembre 2009 | rescissione |
| AG       | Marcus Haislip | Free agent   | 16 aprile 2010   | rescissione |